# Love & Peace 3rd Japan Arena Tour
Girls' Generation-Love & Peace-3rd Japan Arena Tour es la tercera gira del grupo Girls' Generation por Japón para promocionar su álbum Love & peace.

## Historia
El 29 de noviembre de 2013 se anunció que Girls' Generation empezaría su tercera gira japonesa el 26 de abril de 2014, con 17 paradas en total, para promocionar su nuevo álbum Love & peace.

## Lista de canciones
Acto Principal

Acto 1
1. "Motorcycle"
2. "Gossip Girls"
3. "Galaxy Supernova"
4. "Flower Power "
5. "You-aholic" (Remix)
6. "Karma Butterfly"
7. "The Great Escape"

Acto 2
1. "Lips"
2. "My oh My"
3. "Do the Catwalk"

Acto 3
1. "Lingua Franca"
2. "Europa"
3. "Girls & Peace"

Acto 4
1. "Time Machine"
2. "Not Alone"
3. "All My Love Is For You" (Acústico)

Acto 5
1. "Genie" (Versión japonesa)

1. "Paparazzi"
2. "Mr.Mr." (Versión japonesa)

Acto 6
1. "Beep Beep"
2. "Flyers"
3. "Gee" (Versión japonesa)
4. "Love & Girls"
5. "Everyday Love"

Encore
1. "Mr. Taxi"
2. "I Got a Boy"
3. "Blue Jeans"
4. "Stay Girls"

Doble Encore
1. "INDESTRUCTIBLE"
2. "Love & Girls "

El regalo de Indestructible fue dado en el último concierto de la gira, y consistió en un video con la letra de la canción.
Lista de canciones especial del concierto WOWOW Love&Peace Special Live in Saitama (Junio 27, 2014)

Acto 1
1. "Motorcycle"
2. "Gossip Girls"
3. "You-aholic"
4. "Karma Butterfly"
5. "The Great Escape"

Acto 2
1. "Time Machine"
2. "Not Alone"

Acto 3
1. "Genie" (Versión Japonesa)
2. "Paparazzi"
3. "Hoot"

Acto 4
1. "Flyers"
2. "Gee" (Versión Japonesa)
3. "Kissing You"
4. "Into The New World"
5. "Everyday Love"

Encore
1. "Mr. Taxi"
2. "I Got a Boy"
3. "Stay Girls"

## Fechas
| Fecha               | Ciudad    | País  | Lugar                     | Público |
| ------------------- | --------- | ----- | ------------------------- | ------- |
| 26 de abril de 2014 | Fukuoka   | Japón | Marine Messe Fukuoka      | 19,000  |
| 27 de abril de 2014 | Fukuoka   | Japón | Marine Messe Fukuoka      | 19,000  |
| 6 de mayo de 2014   | Hiroshima | Japón | Hiroshima Green Arena     | 15,000  |
| 7 de mayo de 2014   | Hiroshima | Japón | Hiroshima Green Arena     | 15,000  |
| 23 de mayo de 2014  | Kobe      | Japón | Kobe World Kinen Hall     | 18,000  |
| 24 de mayo de 2014  | Kobe      | Japón | Kobe World Kinen Hall     | 18,000  |
| 25 de mayo de 2014  | Kobe      | Japón | Kobe World Kinen Hall     | 18,000  |
| 5 de junio de 2014  | Nagoya    | Japón | Nippon Gaishi Hall        | 15,000  |
| 6 de junio de 2014  | Nagoya    | Japón | Nippon Gaishi Hall        | 15,000  |
| 19 de junio de 2014 | Osaka     | Japón | Osaka-jō Hall             | 27,000  |
| 20 de junio de 2014 | Osaka     | Japón | Osaka-jō Hall             | 27,000  |
| 21 de junio de 2014 | Osaka     | Japón | Osaka-jō Hall             | 27,000  |
| 28 de junio de 2014 | Saitama   | Japón | Saitama Super Arena       |         |
| 29 de junio de 2014 | Saitama   | Japón | Saitama Super Arena       |         |
| 11 de julio de 2014 | Tokyo     | Japón | Yoyogi National Gymnasium |         |
| 12 de julio de 2014 | Tokyo     | Japón | Yoyogi National Gymnasium |         |
| 13 de julio de 2014 | Tokyo     | Japón | Yoyogi National Gymnasium |         |

## Media
Televisión
| Fecha de emisión         | Fecha de grabación  | País           | Cadena | Concierto                          |
| ------------------------ | ------------------- | -------------- | ------ | ---------------------------------- |
| 23 de septiembre de 2014 | 27 de junio de 2014 | Saitama, Japón | WOWOW  | Love&Peace Special Live in Saitama |

- Datos: Q15285125

DVD
El 25 de diciembre de 2014, se puso a la venta el DVD del concierto grabado en su totalidad.